# ボヤナ・スタメノヴ
ボヤナ・スタメノヴ（セルビア語:Бојана Стаменов / Bojana Stamenov、1986年6月24日 - ）は、セルビアの歌手である。ユーロビジョン・ソング・コンテスト2015のセルビア代表として、2015年5月にオーストリアのウィーンで行われる同大会に出場し、「Ceo svet je moj」を歌う。
1986年6月24日ベオグラードに生まれ、幼少期より音楽への関心が高く、音楽学校でクラシック・ギターおよびリュートを習得した。その間、姉とともにブルースを歌い、多数の音楽祭に参加している。2011年、Bitefアートカフェで歌っていた頃、ゴット・タレントのセルビア版ヤ・イマム・タレナトというテレビの音楽オーディション番組に出場した。
セルビアのユーロビジョン・ソング・コンテスト2015参加が決定した後、かつてマリヤ・シェリフォヴィッチの「Molitva」やエヴァ・ボトの「Verjamem」を手がけたセルビアの作曲者ヴラディミル・グライッチから、同大会のセルビア代表選考出場の誘いを受けた。内部選考の結果、ボヤナ・スタメノヴとアレクサ・イェリッチ、ダニツァ・クルスティッチ（Danica Krstić）3人の歌手がセルビア代表選考に出場することが決まった。2014年2月15日に行われたセルビア代表選考では、3人の楽曲はいずれもレオンティナ・ヴコマノヴィッチ作詞、ヴラディミル・グライッチ作曲によるものであり、スタメノヴは審査員票、視聴者票いずれも首位となり、セルビア代表に選出された。2015年5月にオーストリアのウィーンで開催されるユーロビジョン・ソング・コンテスト2015にセルビア代表として出場する。